# Cavour
Cavour é uma comuna italiana da região do Piemonte, província de Turim, com cerca de 5.286 habitantes. Estende-se por uma área de 49 km², tendo uma densidade populacional de 108 hab/km². Faz fronteira com Macello, Vigone, Bricherasio, Garzigliana, Villafranca Piemonte, Campiglione-Fenile, Bibiana, Bagnolo Piemonte (CN), Barge (CN).

## Demografia
| Variação demográfica do município entre 1861 e 2011                               |
|                                                                                   |
| Fonte: Istituto Nazionale di Statistica (ISTAT) - Elaboração gráfica da Wikipedia |